# Linkebeek
Linkebeek és un municipi belga de la província de Brabant Flamenc a la regió de Flandes. És un dels sis municipis amb facilitats lingüístiques de la perifèria de Brussel·les.

## Personatges il·lustres
L'escriptor Herman Teirlinck hi va viure un temps.

## Llista de burgmestres
| Nom                              | Mandat      |
| -------------------------------- | ----------- |
| Georges Augustin van KEERBERGHEN | 1798 - 1801 |
| Jaak van KEERBERGHEN             | 1801 - 1805 |
| Guillaume van TASSEL             | 1807 - 1813 |
| Gillis van den PLAS              | 1813 - 1815 |
| ???                              | 1815 - 1823 |
| G. de ROEST van ALKENADE         | 1823 -1830  |
| Daniel THIELEMANS                | 1830-1835   |
| Pieter KUYCKENS                  | 1835 - .... |
| Egide de RIDDER                  | .... - 1845 |
| J.B. COOSEMANS                   | 1845 - 1868 |
| Baron d'ANETHAN                  | 1868 - 1874 |
| Frans CUYCKENS                   | 1874 - 1886 |
| Hendrik Frans Felix COOSEMANS    | 1886 - 1912 |
| Gillis BERCKMANS                 | 1912 - 1915 |
| Frans ALBERT                     | 1915 -1920  |
| Kamiel BERGHMANS                 | 1920 - 1929 |
| Paul THEUNISSEN                  | 1929 - 1938 |
| Louis Frans van den BOGAERT      | 1938 - 1947 |
| Louis DAY                        | 1947 - 1953 |
| Joseph VAN der WEE               | 1954 - 1956 |
| Godefried VANDEBROEK             | 1956 - 1958 |
| Louis VANDEN BOGAERT             | 1959 - 1964 |
| Godefried VANDEBROEK             | 1965 - 1970 |
| Joseph VAN der WEE               | 1971 - 1976 |
| Roger THIERY                     | 1977 - 1989 |
| Christian LIETAR                 | 1989 - 1993 |
| Christian VAN EYKEN              | 1993 - 2006 |
| Marc DE NEEF                     | 2006 - 2006 |
| Damien THIERY                    | 2007 - 2015 |
| Eric De Bruycker                 | 2015 -      |